# Загорулько Артур Юрійович
Арту́р Ю́рійович Загору́лько (нар. 13 лютого 1993, Одеса, Україна) — український футболіст, граючий президент, півзахисник та нападник вінницької «Ниви».
Найкращий бомбардир молодіжного чемпіонату України 2014—15 у складі молодіжної команди донецького «Шахтаря».

## Клубна кар'єра
Вихованець ДЮСШ-11. У 2012 році потрапив у донецький «Шахтар», але в склад головної команди за 6 шість років так і не пробився. У сезоні 2013/14 грав у другій лізі за «Шахтар-3». За підсумками сезону портал football.ua назвав його лідером цієї команди, відзначивши внесок футболіста, який навесні забив кілька важливих м'ячів, що допомогло юним донеччанам, наприклад, відібрати очки у Кривому Розі в «Гірника», який згодом вийшов у першу лігу. Наступний сезон Загорулько провів у молодіжній першості, ставши з 17 м'ячами в 22 іграх його найкращим бомбардиром.
Після закінчення турніру підписав орендну угоду з луганською «Зорею». У складі луганчан дебютував у 27 жовтня 2015 року в кубковому матчі з «Геліосом», а в Прем'єр-лізі вперше зіграв 7 листопада того ж року замінивши на 73-й хвилині матчу проти запорізького «Металурга» Руслана Маліновського.
23 лютого 2016 року став гравцем «Іллічівця» на умовах оренди до кінця сезону 2015/16.
5 серпня 2016 року перейшов на правах оренди до складу полтавської «Ворскли». За півтора сезони зіграв за полтавців 36 матчів у Прем'єр-лізі, забивши лише два голи і на початку 2018 року повернувся в «Шахтар».
31 серпня 2018 року став гравцем винниківського «Руху».
У 2019 році підписав контракт із вінницькою «Нивою». У сезоні 2022/23 виграв гонку бомбардирів у Другій лізі, відзначившись у ворота суперників 14 забитими м'ячами.
21 січня 2021 Артур Загорулько став граючим президентом вінницької «Ниви».

## Статистика
| Сезон     | Клуб                 | Турнір | М  | Г  |
| --------- | -------------------- | ------ | -- | -- |
| 2010-2011 | «Шахтар-3» (Донецьк) | 2 Ліга | 8  | 3  |
| 2011-2013 | «Шахтар» (Донецьк)   | УПЛ    | 0  | 0  |
| 2013-2014 | «Шахтар-3»(Донецьк)  | 2 Ліга | 25 | 8  |
| 2014-2015 | «Шахтар» (Донецьк)   | УПЛ    | 0  | 0  |
| 2015-2016 | «Зоря» (Луганськ)    | УПЛ    | 1  | 0  |
| 2015-2016 | «Маріуполь»          | 1 Ліга | 10 | 6  |
| 2016-2017 | «Ворскла» (Полтава)  | УПЛ    | 24 | 1  |
| 2017-2018 | «Ворскла» (Полтава)  | УПЛ    | 12 | 1  |
| 2018-2019 | «Олімпік» (Донецьк)  | УПЛ    | 1  | 0  |
| 2018-2019 | «Рух» (Винники)      | 1 Ліга | 7  | 1  |
| 2019-2020 | «Нива» (Вінниця)     | 2 Ліга | 18 | 8  |
| 2020-2021 | «Нива» (Вінниця)     | 2 Ліга | 15 | 5  |
| 2021-2022 | «Нива» (Вінниця)     | 2 Ліга | 13 | 12 |
| 2022-2023 | «Нива» (Вінниця)     | 2 Ліга | 17 | 14 |

Досягнення:
Кращий бомбардир Другої ліги: 2022/23 (14 голів)